# Aleksandr Koulkov
Aleksandr Koulkov (russe : Александр Сергеевич Кульков), né le 13 juillet 1943, est un joueur et entraîneur de basket-ball soviétique. Il évolue au poste d'arrière.

## Palmarès
- Champion d'Europe 1969